# Ромпе, Алёша
Артур Александр «Алёша» Ромпе (нем. Arthur Alexander "Aljoscha" Rompe; 20 октября 1947, Берлин — 23 ноября 2000, там же) — немецкий и швейцарский певец, панк-рок-музыкант, вокалист и фронтмен рок-группы Feeling B из ГДР.

## Биография

### Происхождение
Несмотря на то, что Алёша родился в Берлине, при рождении он получил автоматически гражданство Швейцарии, поскольку его мать получила гражданство благодаря браку со швейцарцем. В возрасте 14 лет Алёша получил особое удостоверение ГДР — «Персональаусвайс» (нем. Personalausweis), став гражданином ГДР де-факто, однако он официально гражданином ГДР не считался. Благодаря свободе передвижения Ромпе зачастую путешествовал в Западный Берлин.

### Творческая карьера
Алёша проживал с 1979 по 1990 годы в берлинском районе Пренцлауэр-Берг по адресу: Фербеллинерштрассе, дом 7. На чердаке его дома располагалась импровизированная звукозаписывающая студия, где он записывал песни и альбомы. В 1983 году, после образования группы Feeling B, он стал её вокалистом. С группой он записал всего три альбома, которые, однако, принесли невероятную популярность группе и сделали её одним из самых известных коллективов ГДР. Часто он проводил подпольные музыкальные фестивали, и наиболее популярным местом для проведения фестивалей выбирал остров Хиддензее.
С 1989 года Алёша занялся и кинематографом, сняв несколько любительских короткометражек и документальных фильмов. Съёмки проходили в Пренцлауэр-Берге. В 2007 году вышел документальный фильм режиссёра М. Аберле «Что видит хамелеон, когда он смотрится в зеркало» (нем. Was sieht ein Chamäleon, wenn es in der Spiegel blickt), в котором были показаны кадры из фильмов Алёши.

### Политика
С 1972 по 1989 годы Алёша находился под постоянным наблюдением Штази, которая с подозрением относилась к неформальным движениям типа панков, расцениваемым как протестные. Вскоре Ромпе добровольно устроился работать в разведку Штази в обмен на обещание не препятствовать его творческой деятельности. После 1990 года Ромпе продолжил работать с МВД объединённой Германии, войдя в состав Оперативной группы по активной безопасности Центрального круглого стола.
Несмотря на то, что большая часть панков была аполитична, Алёша с уважением относился к ГДР. Уже после объединения Германии Ромпе создал левую политическую партию «Видокс», лидером которой был Андре Грайнер-Пол, вокалист панк-рок-группы Freygang. Партия выступала против приватизации собственности Восточной Германии, поскольку расценивала приватизацию как экономическую оккупацию страны.

### Жизнь после ГДР
В 1990—1999 годах Ромпе проживал по адресу Шёнхаузер-аллее, дом 5: этот дом был оставлен многими жителями, которых Штази задерживало по обвинению в попытках бегства в Западный Берлин, контрабанде и других преступлениях. Там он организовал своеобразную радиостанцию «Radio P», ведя передачи в домах 5 и 20.
Последние годы жизни Алёша провёл в импровизированном доме-автомобиле. Врачи поставили ему диагноз — астма. Несмотря на лечение, Ромпе скончался 23 ноября 2000 после очередного приступа в Пренцлауэр-Берге.

## Высказывания о Ромпе
Кристиан Лоренц, клавишник Feeling B и Rammstein:
Он [Алёша] знал, как деньги могли испортить людей, и не хотел быть успешным в плане денег, как и все мы, поскольку мы были панками.